# Camino Natural de las Sendas en Abalo
El Camino Natural de las rutas ecológicas de las Sendas en Abalo es un itinerario perteneciente a la Red de Caminos Naturales de España, un proyecto desarrollado por el Ministerio de Agricultura, Pesca y Alimentación, que se encarga de la recuperación de antiguas infraestructuras relacionadas con el transporte y la comunicación, que actualmente se encuentran en desuso o en estado de abandono, para su uso senderista y ciclista.
Este Camino Natural permite al viajero descubrir y disfrutar de lo más característico y típico del paisaje gallego, con sus aguas limpias y cauces tranquilos, molinos centenarios, repartidos entre una mezcla de praderas, robledales y eucaliptales, donde poder tener unas vistas espectaculares de la ría y el mar.

## Localización
El itinerario recorre la provincia de Pontevedra empezando desde la ría de Arosa y cuenta con cuatro rutas y con un total de 10,4 km. El recorrido trascurre alrededor de la Laguna de las Piedras Miudas, parada obligada para todo visitante que decida pasear por cualquiera de las cuatro rutas.
A unos 660 m del río Freixeiro, y a tan solo 3,8 km de la ermita de San Cibrán, este paraje, algo desconocido para los foráneos de la zona, se formó gracias a la acción de la naturaleza. Ésta antigua cantera, se ha convertido en un espacio de alto valor natural gracias a la acumulación progresiva de aguas en su interior. A día de hoy esta laguna alberga una importante biodiversidad, con multitud de especies de peces, anfibios, reptiles y aves. La Xunta de Galicia decidió, en 2008, declarar la zona como Espacio Natural de Interés Local. Asimismo, en 2009, el Tribunal Superior de Xusticia de Galicia desestimó la posibilidad de convertir la laguna en un vertedero, aludiendo al alto valor paisajístico del entorno.

## Descripción por tramos

### Tramos habilitados

#### Tramo de la Senda del Camino Real
Un poco antes del a desembocadura en el río Ulla del río Freixeiro, comienza este tramo. Se cruza un puente y un camino asfaltado, y se continúa rodeado de eucaliptos, hasta llegar a un mirador. Después se sigue entre vegetación hasta una carretera asfaltada, adentrándose en una finca, hasta llegar a la carretera PO-548. Sigue entonces por un camino de hierba hasta que se llega a una colina sobre la ría desde donde se vuelve a bajar para llegar de nuevo a un camino asfaltado que discurre entre viviendas. Al final de este tramo asfaltado, de nuevo un pequeño tramo de hierba que conduce hasta Cores, y pone punto y final al mismo en el área recreativa de Curva Patiño.

#### Tramo de la Senda de Souto da Vila
Saliendo del área recreativa de Curva Patiño y entre eucaliptos y un bosque de ribera, continúa pegado a la orilla hasta unos prados y un sendero empedrado. Se deja a un lado el molino Dos Freixos, y se aproxima a la localidad de Cores. Entre muros de piedra, continúa el sendero cruzando un río y se divide el trazado dando la opción de continuar de frente hasta el pueblo de Moroi, donde se pueden visitar los petroglifos de As Tixolas, o continuar el camino hacia la izquierda entre prados, llegando hasta el área recreativa de A Devesa.
A partir de aquí, la ruta continúa remontando el río, dejando por el camino una fuente y un robledal, subiendo pegados a la orilla entre laureles y eucaliptos, lugar donde se establecen varios molinos de agua, como el molino Dos de Campo y o el conocido como Do Portugues. A partir de aquí, y con motivo de la construcción del AVE a Galicia, el Camino se encuentra interrumpido, pudiendo llegar hasta Souto da Vila, para retomar el Camino Natural, continuando por la carretera que sale a mano izquierda tras llegar a Moroi.
Aquí ya el camino se separa del río atravesando un retamar y viñedos hasta Souto, siguiendo por la carretera principal hacia Abalo, girando hacia Freixeiro en el primer cruce. Aquí, la senda comienza un ligero ascenso hasta llegar al río.

#### Tramo de la Senda de los Molinos de Viento de Abalo
Es un pequeño tramo que comienza en la glorieta de Abalo donde se gira a la izquierda por una pista de tierra. En el primer cruce, comienza una subida a la derecha hasta un sendero señalado que conduce a los molinos de viento de Abalo, donde acaba el mismo.

#### Tramo de la Senda del Río Freixeiro
El último tramo del Camino Natural, comienza en la ermita de San Cibrán río arriba, por un sendero entre robles, tojos y eucaliptos. Continúa pegado al cauce por una pista que finaliza no muy lejos de su desembocadura en el río Ulla, donde coincide con el inicio de la ruta del Camino Real. Sin embargo, debido a la construcción del AVE, el camino se encuentra interrumpido, una vez alcanzada la pista asfaltada junto a Freixeiro.